# J. C. König & Ebhardt

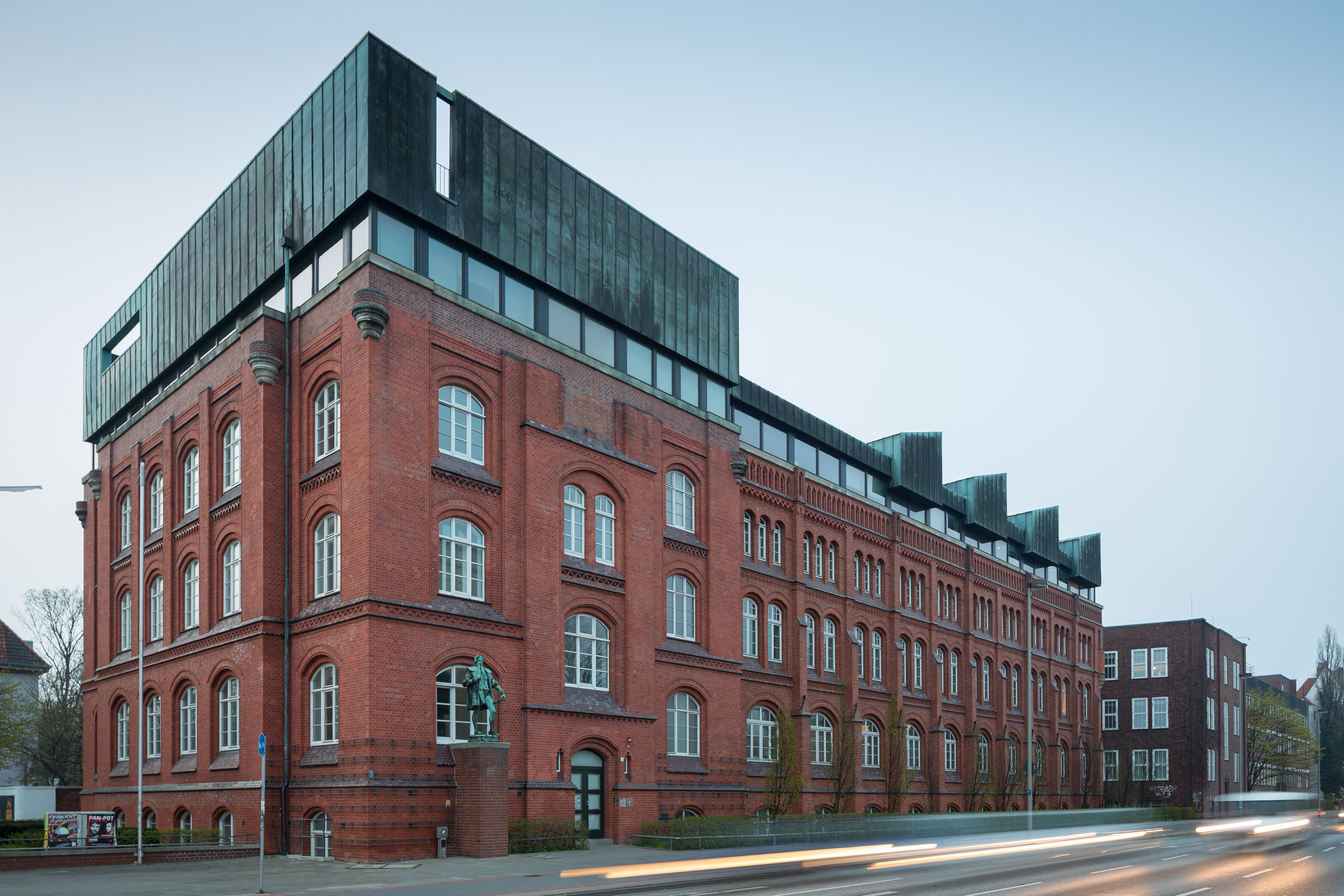
Ehemaliges Firmengebäude als Erweiterungsbau zum Königsworther Platz aus den 1890er Jahren, um 1975 mit Kupferdach aufgestockt

J. C. König und Ebhardt war eine Druckerei, die 1845 in Hannover gegründet wurde und 1999 in Insolvenz ging. Durch technische Innovationen war J. C. König und Ebhardt lange Zeit ein drucktechnisch führendes Unternehmen, das entscheidend zum Ruf von Hannover als Druckzentrum beitrug. Es gilt als weltweit erste Geschäftsbücherfabrik und war fast 150 Jahre lang die bedeutendste. Das Unternehmen beschäftigte international renommierte Künstler als Grafiker.

## Druckereitechnik
J. C. König und Ebhardt war eine der führenden Geschäftsbücherfabriken. Sie verfügte über Vertretungen in rund 800 deutschen Städten und besaß Fabriken in London und Wien. Als erster Betrieb in Deutschland arbeitete sie seit 1866 mit der Zweifarben-Buchdruck-Schnellpresse, 1878 mit der Drahtheftmaschine und 1879 mit der Schnell-Linier-Maschine. Neben einer umfangreichen Produktpalette für Büro und Verwaltung druckte das Unternehmen Wertpapiere, wie Aktien und Banknoten. Für ihre Kunstdrucke und Chromolithographien beschäftigte König und Ebhardt zahlreiche bekannte Graphik-Künstler und Illustratoren. Darunter waren Heinz Keune, Hermann Hirzel und Heinrich Mittag. Produziert wurden auch Postkarten, Kalender, Plakate und Werbematerial für Industrie und Handel.

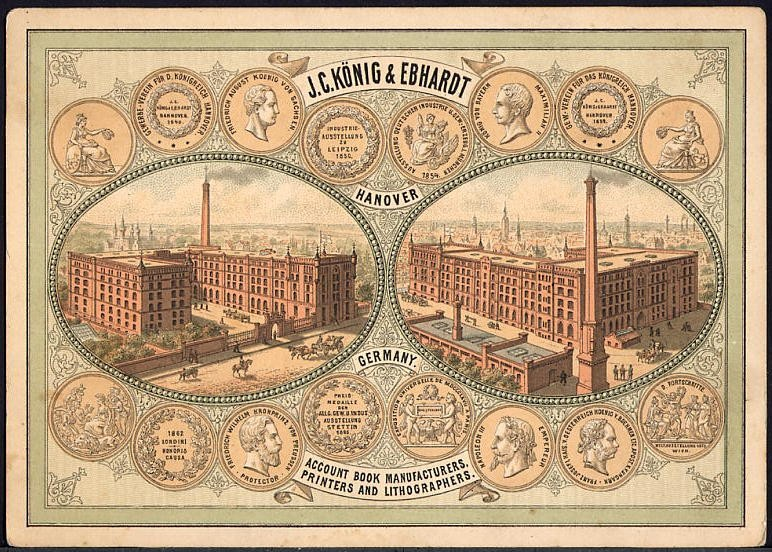
Geschäfts-Visitenkarte um 1880: Vorder- und Rückansicht der Gebäude in Hannover
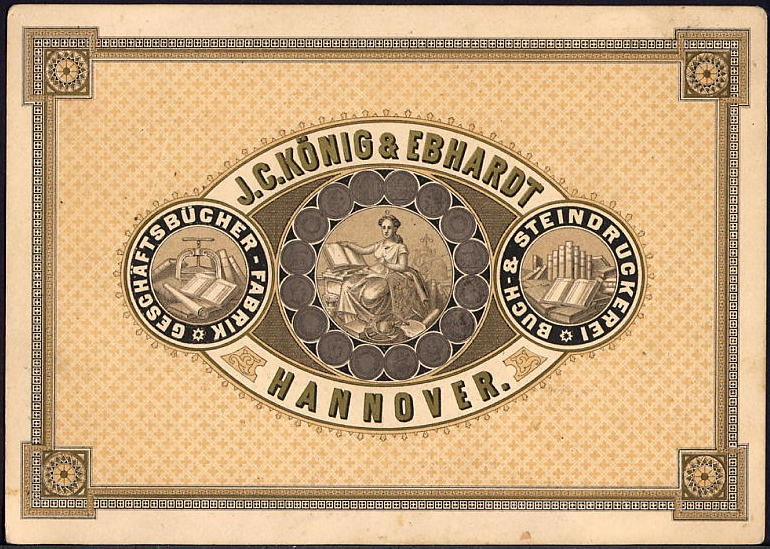
Dieselbe Karte mit klassischer Darstellung der Handwerkskünste
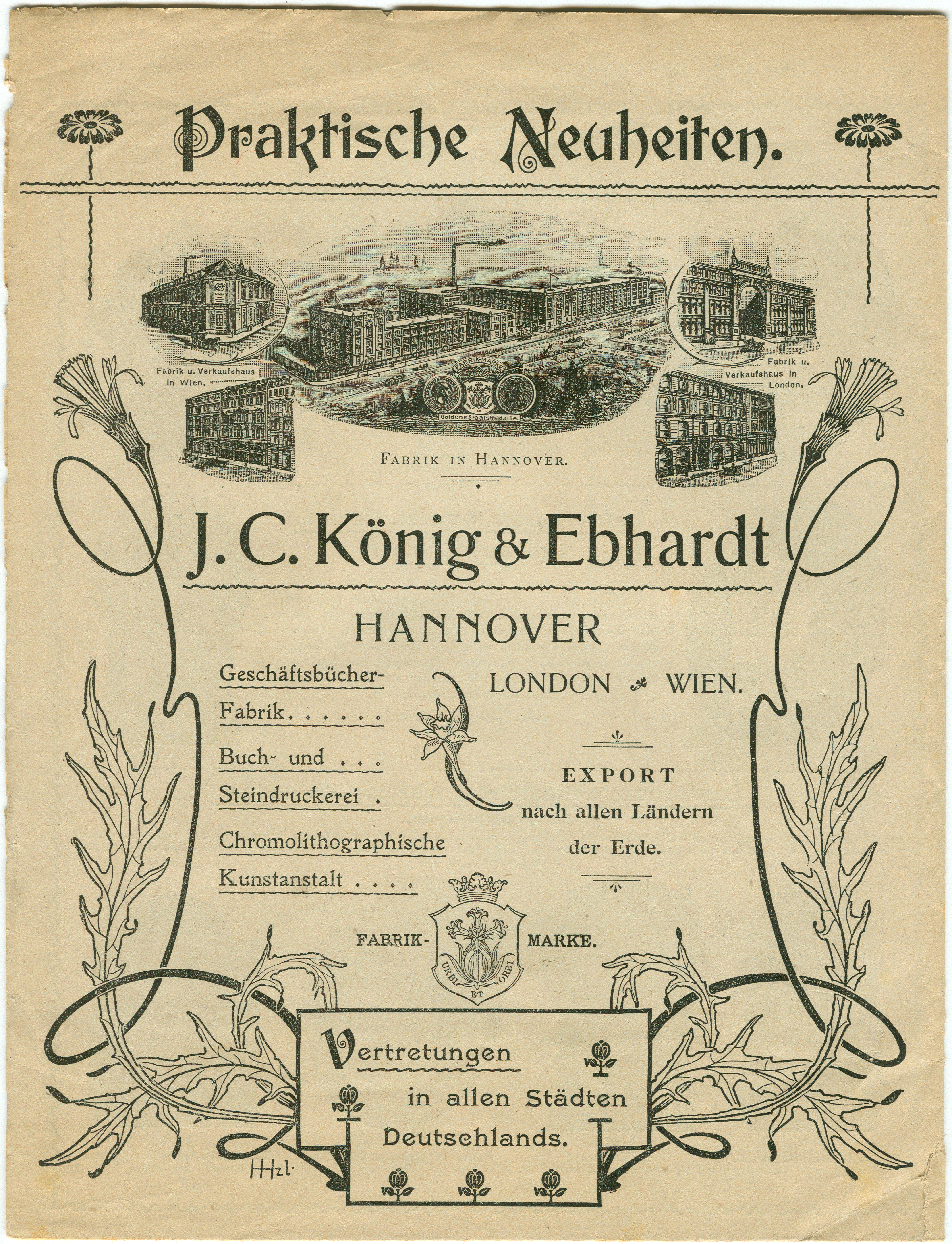
Firmengebäude um 1895 in Hannover, Wien und London
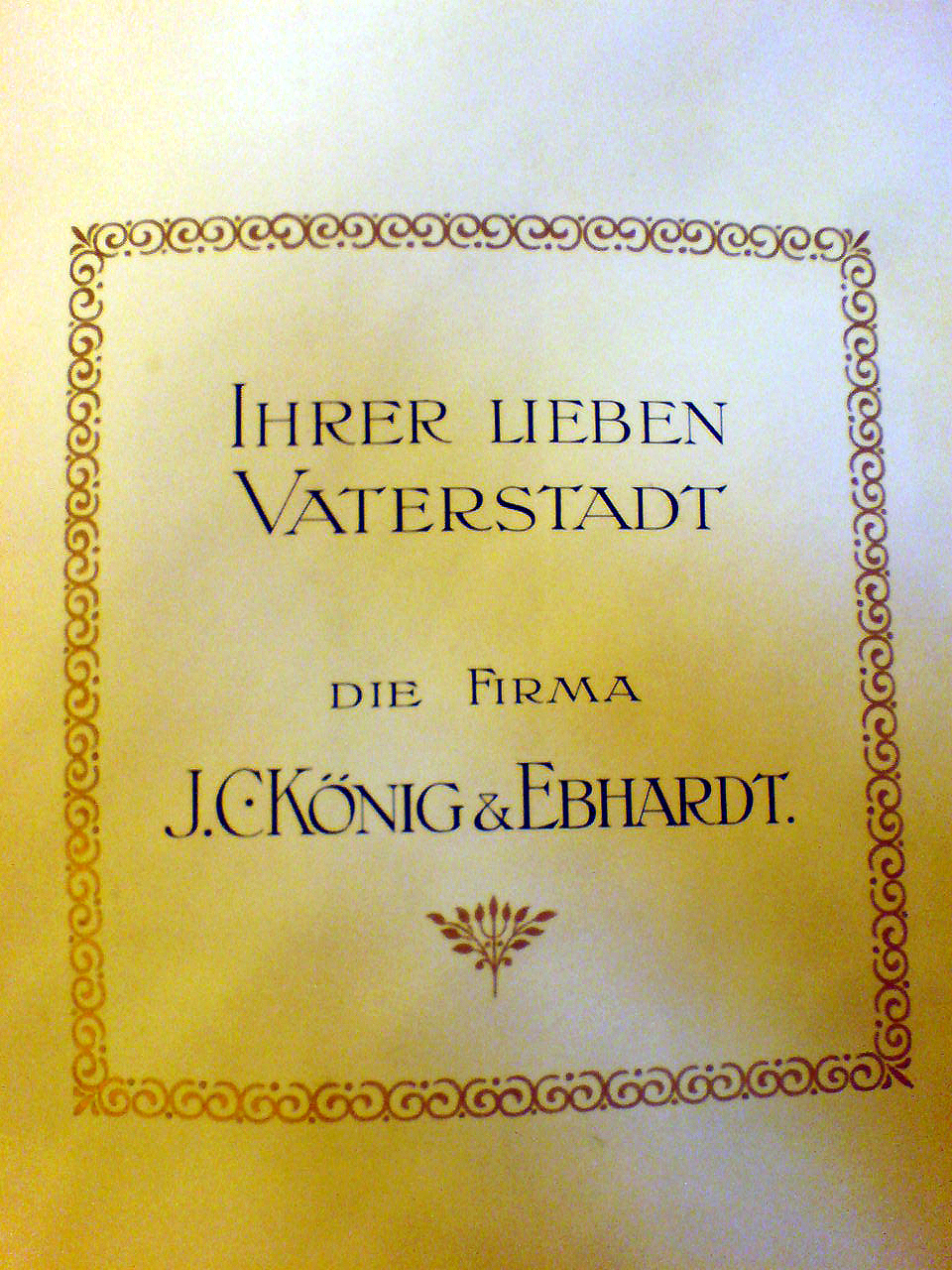
Firmeneintrag im Goldenen Buch Hannovers

## Geschichte

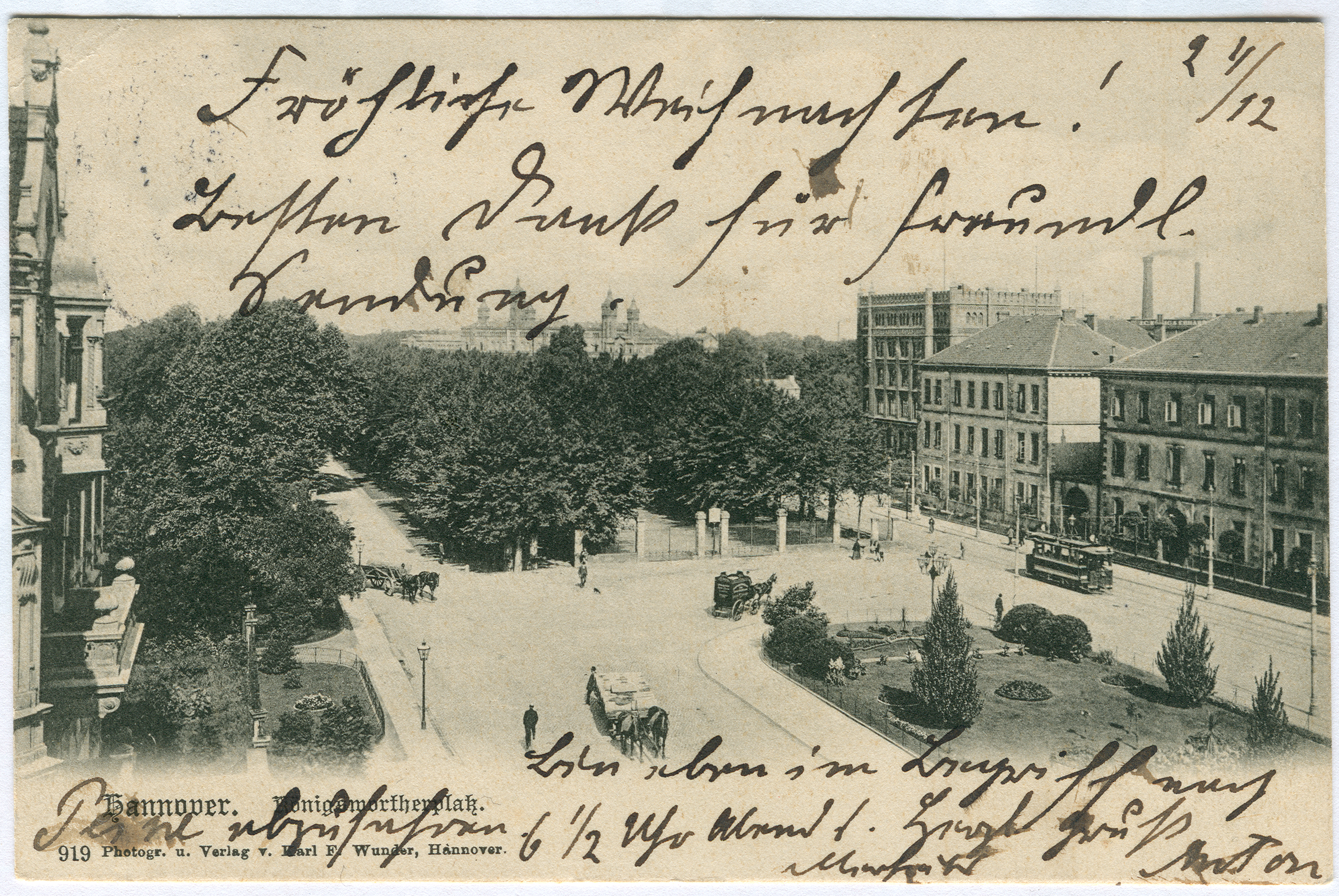
Erweiterungsbau um 1900

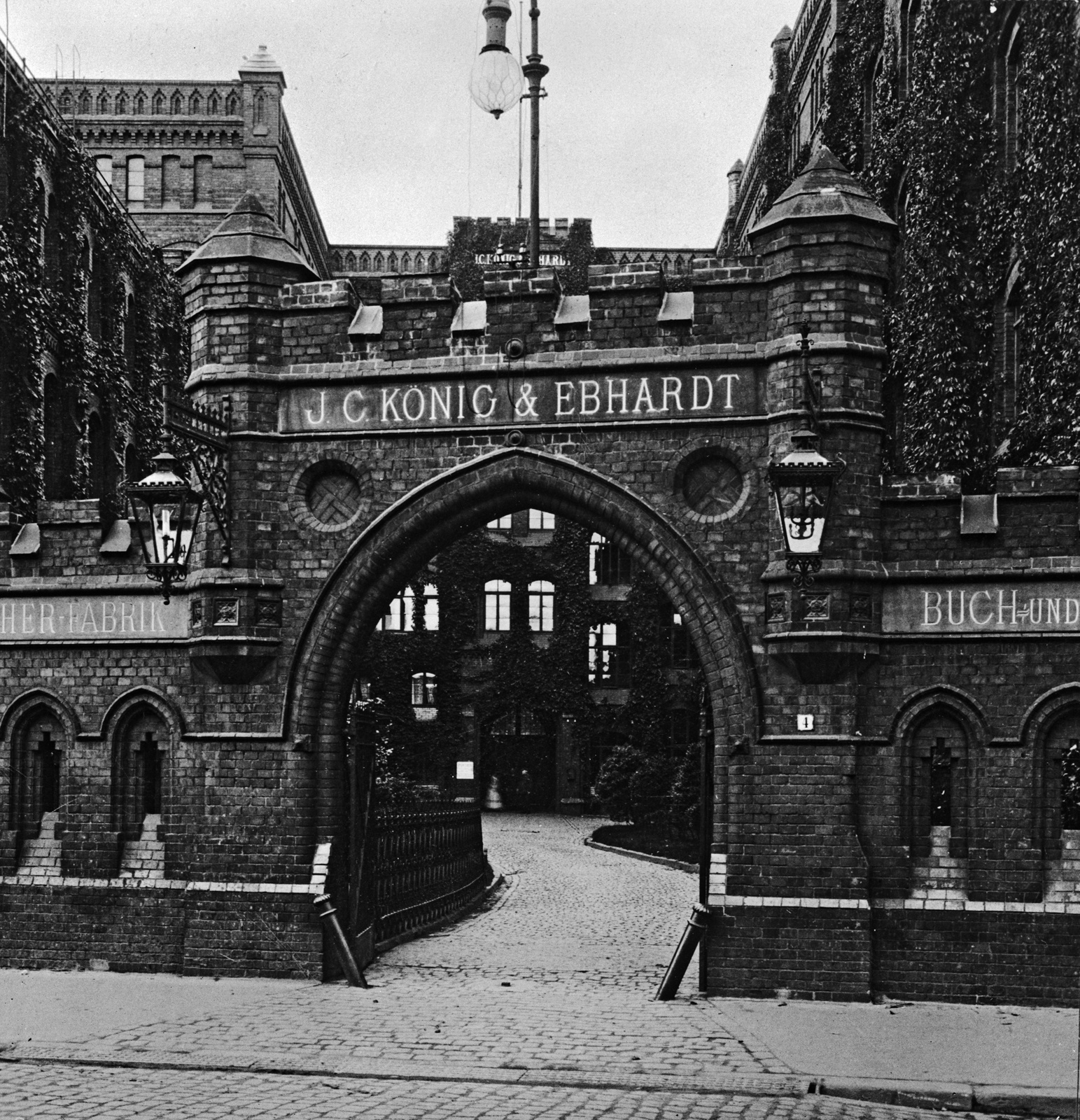
Historische Einfahrt zur Fabrik an der Schlosswender Straße 4;
Lichtbild von Franz Stoedtner, um 1900

König und Ebhardt wurde 1845 vom Zichorienkaffee- und Senffabrikanten Johann Christoph König (1783–1867) und seinem Stiefsohn (ab 1847 Alleininhaber) Heinrich Ebhardt (1808–1899) gegründet. Zunächst diente sie nur als Hilfsdruckerei für Etiketten und Formulare für den Eigenbedarf in der Cichorien- und Senfproduktion. Doch schon ab 1850 bewarb sich das Unternehmen als „Fabrik liniierter Handlungsbücher“ und wurde auch außerhalb Deutschlands aktiv. Die Teilnahme an Gewerbe- und Industrieausstellungen erbrachte unter anderem 1878 die Goldene Medaille der Hannoverschen Gewerbeausstellung.
Die ehemaligen Prokuristen von König & Ebhardt, August Edler und Bernhard Krische, gründeten 1856 als Konkurrenz die eigene Geschäftsbücherfabrik Edler & Krische in Hannover.
1867 übernahm der Prokurist und Faktor, Heinrich Meineke (1832–1892) als neuer Gesellschafter die technische Leitung des Unternehmens. Mit Heinrich Meineke und dem ihm folgenden Mitgliedern seiner Familie bekommt ein neuer Familienzweig eine prägende Bedeutung im Unternehmen. Im gleichen Jahr wurde die Cichorien- und Senffabrik ausgegliedert und Ebhardts Sohn Hermann übergeben. Für die steigende Produktion der Geschäftsbücherfabrik baute Heinrich Ebhardt 1874–1876 neue, bald erweiterte Firmengebäude an der Schloßwender Straße am Königsworther Platz.
1880 trat Felix Berthold (1859–1909), Schwiegersohn von Heinrich Meineke, als dessen Nachfolger in das Unternehmen ein.
Um 1900 ließ der englische Hoflieferant Raphael Tuck & Sons hier chromolithographische Ansichtskarten unter dem Markennamen „Oilette“ herstellen, die vor allem für den US-amerikanischen Markt bestimmt waren.
Am 17. März 1911 überreichte das Unternehmen der Stadt Hannover feierlich ein von Heinrich Mittag entworfenes Buch, das später den Beginn des Goldenen Buches der Stadt markierte.
1913 wurde König & Ebhardt im Mitgliederverzeichnis des Deutschen Werkbundes gelistet.
Bei den Luftangriffen auf Hannover im Zweiten Weltkrieg wurden rund 70 % der hannoverschen Anlagen am Königsworther Platz zerstört. Nach dem Krieg baute man den teilbeschädigten Firmenkomplex wieder auf und knüpfte erfolgreich an frühere Umsätze an. Da der Firmensitz nicht erweiterungsfähig war, andererseits aber das Warensortiment ausgebaut wurde, verkaufte man die Gebäude an der Schloßwender Straße an das Land Niedersachsen zur Nutzung durch die Universität Hannover. Heute hat unter anderem das Regionale Rechenzentrum für Niedersachsen seinen Sitz im historischen Firmenkomplex.
1982 bezog König & Ebhardt neue, größere Betriebsräume in Hannover-Bornum und beschäftigte teilweise bis zu 480 Mitarbeiter. 1999 ging das Unternehmen in die Insolvenz.
Das ehemalige Firmengebäude in Richtung zum Königsworther Platz entstand als Erweiterungsbau in den 1890er Jahren. Die lange Gebäudefassade aus rotem Klinkerstein befindet sich an der Schloßwender Straße. Um 1975 wurde das Gebäude von der Universität Hannover mit einem unbelüfteten Kupferdach als Prototyp für langjährige Untersuchungen, unter anderem zur Wärmedämmung aufgestockt.

## Denkmalstiftung
Heinrich Ebhardt wurde 1881 zum Kommerzienrat ernannt und stiftete 1891 den Gutenbergbrunnen mit der bronzenen Gutenbergstatue des Bildhauers Carl Dopmeyer. Im gleichen Jahr wurde die auf den Brunnen zulaufende Straße zwischen Breite Straße und Friedrichstraße (heute „Friedrichswall“) nach Ebhardt benannt. Im Zweiten Weltkrieg wurde die Bronzestatue gemeinsam mit anderen in den Hamburger Hafen verbracht, um sie dort für „kriegswichtige Zwecke“ einzuschmelzen. 1949 kehrte die Statue kriegsversehrt zurück. Heute steht sie auf einem gemauerten Ziegelsteinsockel vor dem ehemaligen Firmensitz an der Ecke Schloßwender Straße/Königsworther Platz. Der ursprüngliche Sockel des ehemaligen Brunnens ist heute Bestandteil des Nachtwächterbrunnens auf dem Lindener Marktplatz.
Das Grab von Heinrich Ebhardt, dessen Büste ebenfalls von Carl Dopmeyer geschaffen wurde, liegt auf dem Stadtfriedhof Engesohde.

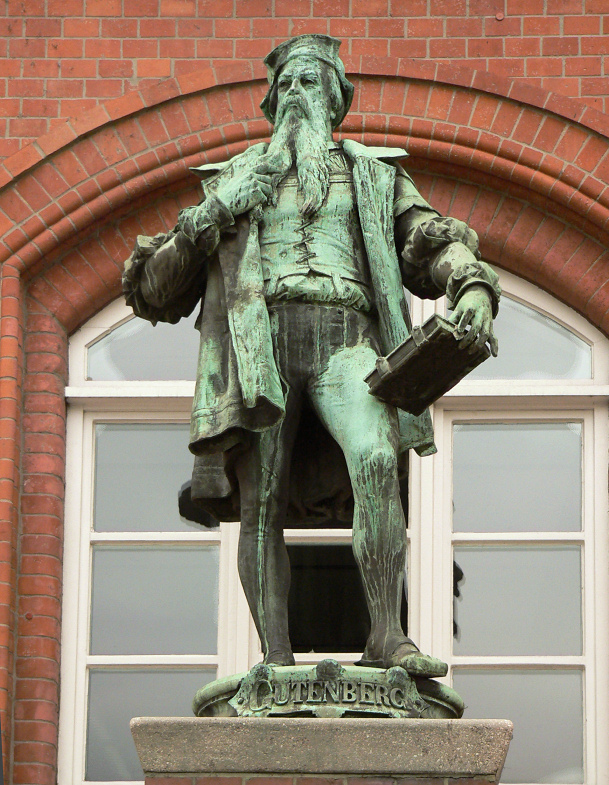
Gutenbergstatue an der Gebäudefassade
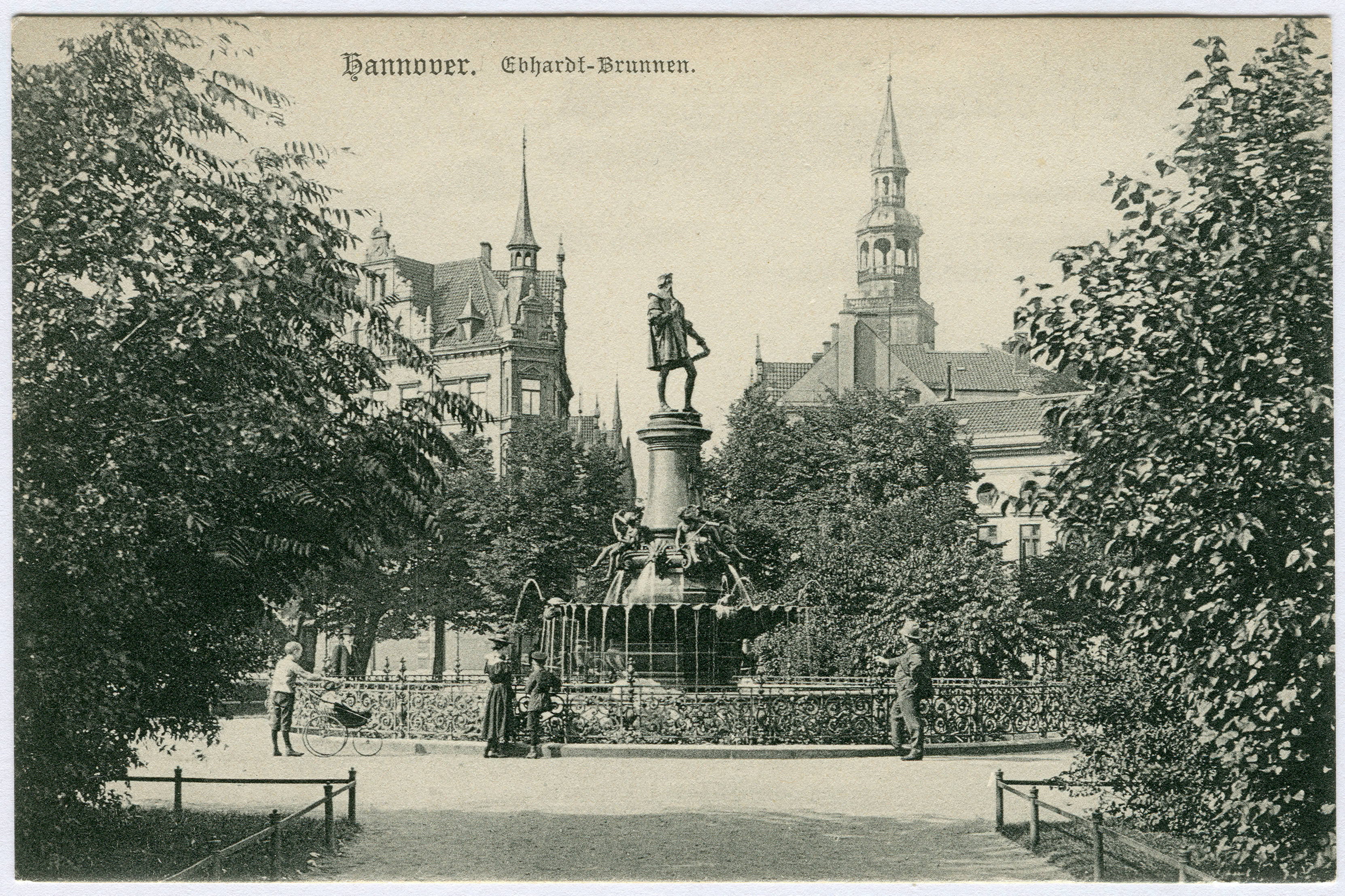
Um 1900: Der Gutenberg-Brunnen gegenüber der Ebhardtstraße in der Friedrichstraße (heute Friedrichswall); im Hintergrund die Aegidienkirche
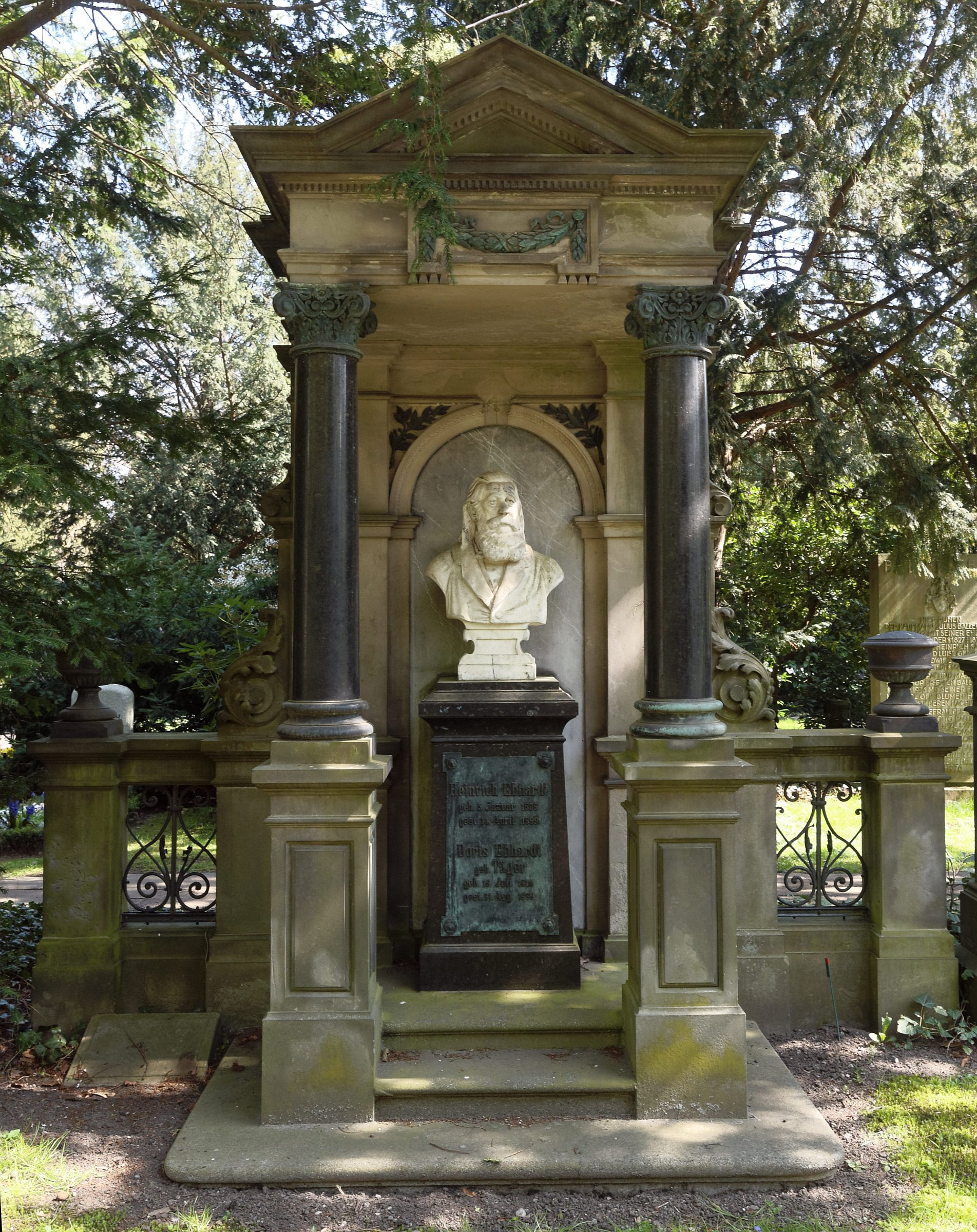
Grab des Firmengründers Heinrich Ebhardt auf dem Stadtfriedhof Engesohde